# سیف‌الدین نجم‌آبادی
سیف‌الدین نجم‌آبادی استاد دانشگاه‌های تهران و هیدلبرگ آلمان در رشته ایران‌شناسی بود.

## زندگی
در هشتم فروردین ۱۳۰۱ در خاندان نجم‌آبادی مقیم تهران زاده شد. پدرش شیخ مهدی نجم‌آبادی (م ۱۳۳۶ ش) از روحانیون مشروطه خواه است که علاوه بر نمایندگی مردم کرمان در مجلس دوّم مشروطه، در سال ۱۲۸۸ش مسئول نظارت بر مطبوعات در اداره معارف بود. او از سال ۱۳۲۷ تا ۱۳۳۲ش در دانشگاه تهران تحصیل کرد. در سال ۱۳۳۳ش برای ادامه تحصیل به آلمان رفت و در سال ۱۳۳۵ش از دانشگاه توبینگن، موفق به دریافت درجه دکتری شد. «رستخیز نزد زردشت» عنوان پایان‌نامه دکتری او است. سپس به ایران بازگشت و از سال ۱۳۳۹ تا ۱۳۵۷ش در رشته زبان‌شناسی و زبان‌های باستانی در دانشگاه تهران به تدریس پرداخت. در سال ۱۳۵۷ش به دعوت دانشگاه هیدلبرگ به آلمان رفت و از سال ۱۳۵۷ تا ۱۳۹۰ش در رشته‌های فارسی آغازین، فارسی میانه و فارسی باستان به تدریس پرداخت.

## درگذشت
وی در ۲۲ مهر ۱۳۹۵ در سن ۹۴ سالگی درگذشت و در ۱ آبان نیز در هایدلبرگ آلمان به خاک سپرده شد.

## آثار
کوشش‌های علمی و پژوهشی نجم‌آبادی به این شرح است: برگردان از آلمانی به فارسی کتاب‌های «زبان و ادبیات پهلوی» نوشته جهانگیر تاوادیا در سال ۱۳۴۸ش، «دین‌های ایران باستان» نوشته هنریک ساموئل نیبرگ در سال ۱۳۵۹ش و «آرمان شهریاری در ایران باستان» در سال ۱۳۵۵ش؛ برگردان از فارسی به آلمانی کتاب‌های «قابوس نامه» نوشته عنصرالمعالی کیکاوس وشمگیر در سال ۱۳۶۷ش، «کلیله و دمنه» نوشته نصرالله منشی در سال ۱۳۷۵ش، «سفرنامه ناصرخسرو» در سال ۱۳۷۲ش؛ تألیف کتاب‌های «دست‌نویس‌های فارسی و اوستایی در کتابخانه دانشگاه هیدلبرگ آلمان» در سال ۱۳۶۹ش، «گزیده‌هایی از زبان و ادب فارسی برای نوآموزان آلمانی زبان همراه با پژوهشی دربارهٔ دستور زبان فارسی به آلمانی» با همکاری دکتر زیگفرید وبر در سال۱۳۹۱ش؛ ویرایش و چاپ کتاب‌های «تحریرالعقلا» نوشته شیخ هادی نجم‌آبادی در سال ۱۳۸۸ش در هامبورگ، «مختصر مفید در احوال بلاد و ولایات ایران» نوشته محمّد مفید مستوفی یزدی بافقی در سال ۱۳۶۸ش، «مختصر مفید، فهرست‌ها و یادداشت‌ها» در سال ۱۳۷۰ش و «مجمل التواریخ و القصص» با همکاری دکتر زیگفرید وبر در سال ۱۳۷۸ش؛ پژوهش اخیر در سال ۱۳۷۹ش به عنوان اثر برگزیده بخش بین‌الملل پنجمین دوره پژوهش فرهنگی ایران معرفی شد. در اردیبهشت ۱۳۹۱ش، نجم‌آبادی آثار مخطوط و چاپ سنگی پدرش را به کتابخانه، موزه و مرکز اسناد مجلس شورای اسلامی هدیه کرد. این مجموعه نفیس، پیش از این در کتابخانه مقبره شیخ هادی نجم‌آبادی واقع در خیابان شیخ هادی تهران نگهداری می‌شد.